# 横手市役所
横手市役所（よこてしやくしょ）は、日本の地方公共団体である横手市の執行機関としての事務を行う施設（役所）である。
本稿では、合併前の旧町村役場庁舎についても解説する（#旧町村役場）。

## 概要
横手市では、2011年（平成23年）の組織改革により本庁集約方式を採用しており、本庁機能は横手地域（旧横手市）に集約されている。2014年（平成26年）の組織再編によって本庁舎は中央町に置かれ、その他に条里南庁舎、条里北庁舎、水道庁舎が置かれている。本庁舎は横手市ふれあいセンター「かまくら館」に隣接しており、2011年から2014年までの期間には教育委員会が、2024年（令和6年）9月17日からは商工観光部や財務部の一部課が入居するなど庁舎としても利用されている。
また、地方自治法第155条第1項の規定に基づき、合併前の旧市町村単位で「地域局」が設置されており、地域における窓口業務を担っている。

## 沿革

### 初代庁舎・2代目庁舎
1951年（昭和26年）の市制施行により横手市が誕生した当時、横手川湖畔の横手南小前（島崎町20番地1、現在の羽黒町）に設置されていた旧横手町役場（1922年〈大正11年〉8月7日竣工）が市役所庁舎として使用されていた。
しかし、度重なる横手川の洪水による建物の腐食や、行政サービスの拡大に伴う施設の狭隘化により、移転が急がれる状況にあった。加えて、大町に所在した公立横手病院（現・市立横手病院）や根岸町にあった横手北小学校（初代）も老朽化が進み、移転が迫られていた。この状況を踏まえ、市は横手北小を横手第二中の隣接地に移転し、その跡地に横手病院を移設。さらに横手病院の跡地に市役所庁舎を移転するという計画を立案した。
なお、横手病院が位置していた場所は、かつて横手町役場が置かれた由緒ある地であり、このことが病院跡地への庁舎移転に繋がったとされる。こうした計画のもと、1963年（昭和38年）11月8日に市役所庁舎は大町下丁34番地1（現在の大町1番1号）へ移転した。
2代目庁舎は鉄筋コンクリート造の地下1階、地上5階建てで、敷地面積は3,074m2、延床面積は4,592.04m2であった。岡建築設計事務所が設計、三幸建設工業が施工した。1962年（昭和37年）6月1日に着工し、1963年（昭和38年）9月30日に竣工した。

### 3代目庁舎
昭和末期頃、幾度となく洪水を繰り返してきた横手川は大規模な改修工事の対象となり、横手川に面した場所に位置していた庁舎は移転を迫られることになった。
庁舎の移転先について、市は候補として国道13号横手バイパス西側の農地（現在は横手体育館や市役所条里南・北庁舎などが立ち並ぶエリア）を上げバイパスの開通も相まって今後の発展が期待されるとしていた。ただ、旧来の中心市街地から郊外へ庁舎が移転することによって、中心市街地の空洞化が進むとの懸念もあり決定には至らなかった。そこで、市民からも広く意見を問うため「市庁舎位置決定に関する市民会議」を立ち上げ、市民参加の議論が行われることになった。市民会議には関係団体や一般市民の合わせて200人が出席し、半年間という短期間で会議が行われ、移転先について「横手警察署付近」「条里地区」「中央町の再開発地区」「横手南小学校跡地」「平和町」の5案が出た。市民会議にて、これら5案の将来性、建物の面積や駐車場などの附属施設について、用地取得の難易度、建設スケジュール、予算、問題点などがそれぞれまとめられ、最終的に「条里地区」と「中央町の再開発地区」に絞られた上、1985年（昭和60年）1月19日に市長へと提案された。市は候補地の調査や研究を行った上、同年3月25日の定例市議会にて「横手市役所の位置を定める条例の一部改正案」を提案したところ、満場一致で「中央町の再開発地区」に庁舎を建設する旨が決定した。
新庁舎は、市が当時整備を進めていた「横手環状線」を構成する「富士見大通り」沿いに位置し、正平寺などを移転した上で工事に着工した。1987年（昭和62年）10月8日に着工、1989年（平成元年）3月25日に竣工し、3月30日には開庁式が挙行された。なお、新庁舎での業務は3月20日より行われている。庁舎は地上6階建てで、地下1階。塔屋はひだのあるステンレス鋼、壁は石材である御影石が使用されており、ガラスカーテンウォールが特徴的である。工事の総費用は29億7,700万円。
役目を終えた旧庁舎ではビル火災消火訓練が行われ、3月22日には解体工事が始まった。
その後、1991年（平成3年）8月1日には庁舎に隣接する形で横手市ふれあいセンター「かまくら館」が開館した。

### 旧町村役場

#### 十文字町役場

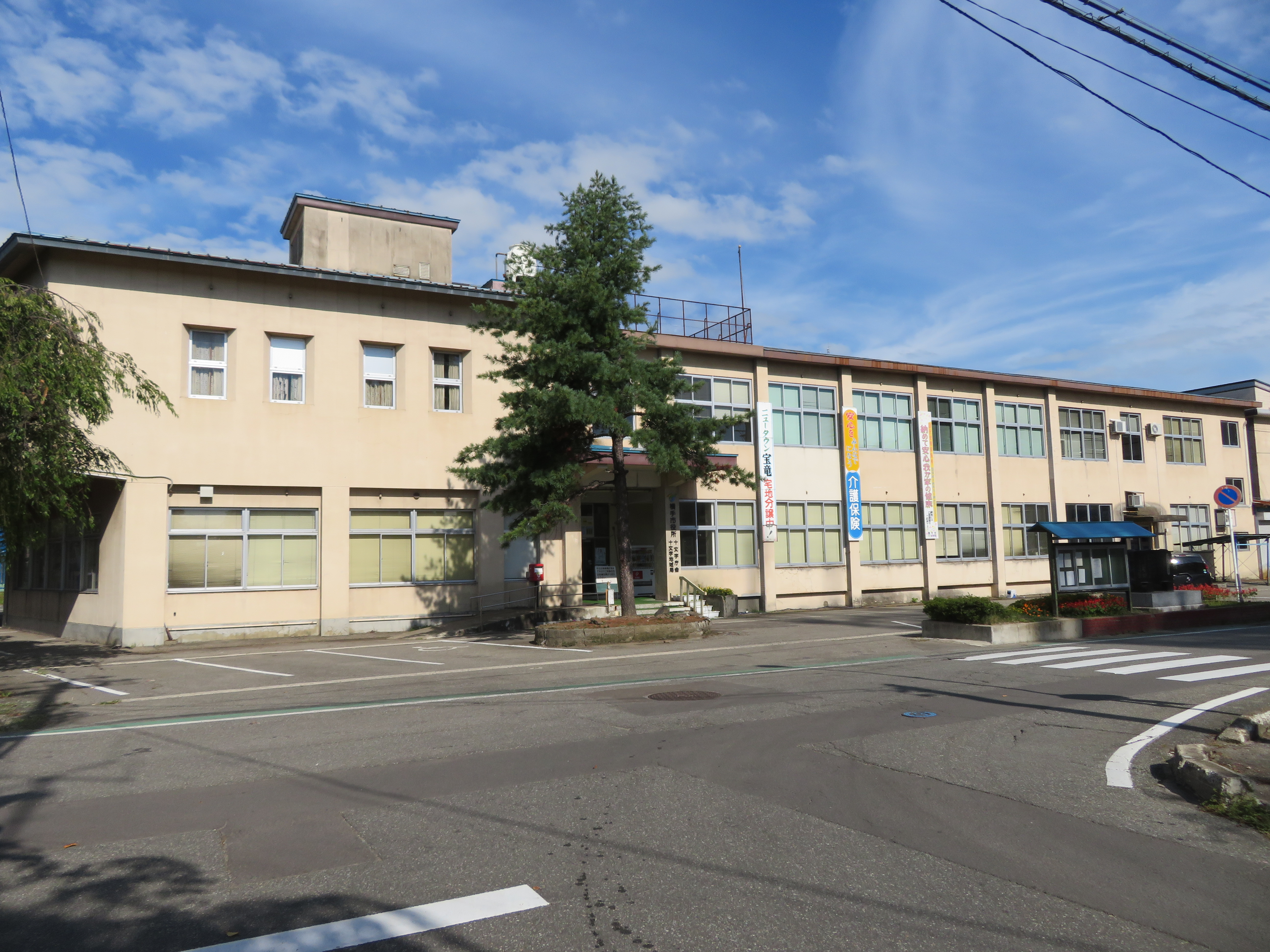
十文字町役場

1954年（昭和29年）10月1日に十文字町・三重村が合併して十文字町が発足した際、役場は旧十文字町役場が使用され、翌年の十文字町・植田村・睦合村の合併で改めて十文字町が発足した際も、役場は旧十文字町役場が使用された。1959年（昭和34年）に現在地（合併時点での所在地、十文字町字海道下7番地）へと新築移転した。1977年（昭和52年）には増築し、議会議場が完成。2002年（平成14年）には庁舎外壁に小中学生らが作成したパネル絵である「煌めき画廊」が設置された。
現在は道の駅十文字が位置する国道13号沿いの土地は、もともと十文字町役場の建て替え用地として町が取得していたもので、そこに新たな庁舎を建設するという計画があった。しかし、町の財政逼迫によりなかなか実現せず、土地の造成のみが行われている状態であった。結局、庁舎の建て替えの話は市町村合併に関する議論が加速する中で立ち消え、取得していた土地には道の駅十文字が2007年（平成19年）に開業した。

#### 雄物川町役場

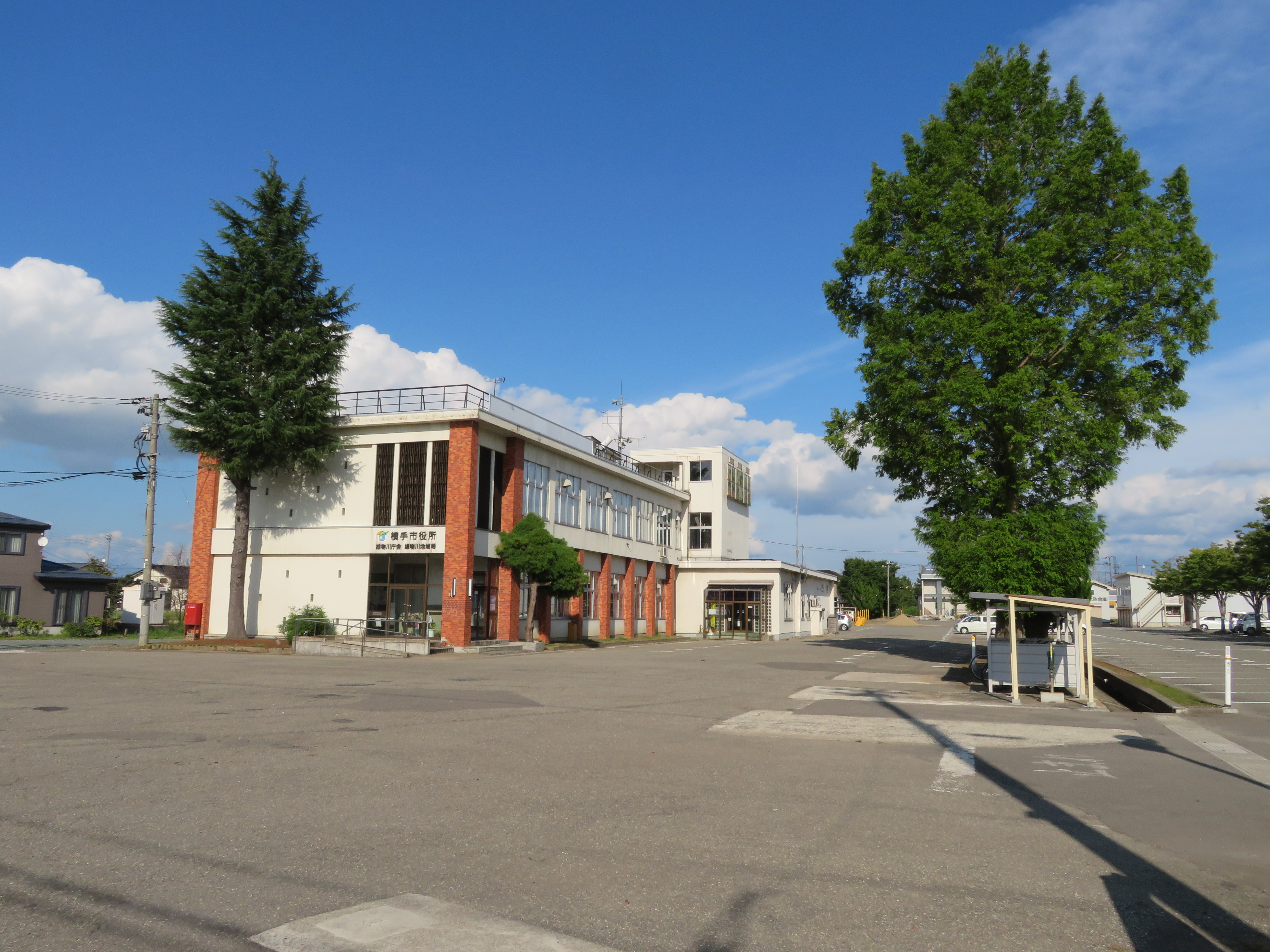
雄物川町役場 第一庁舎

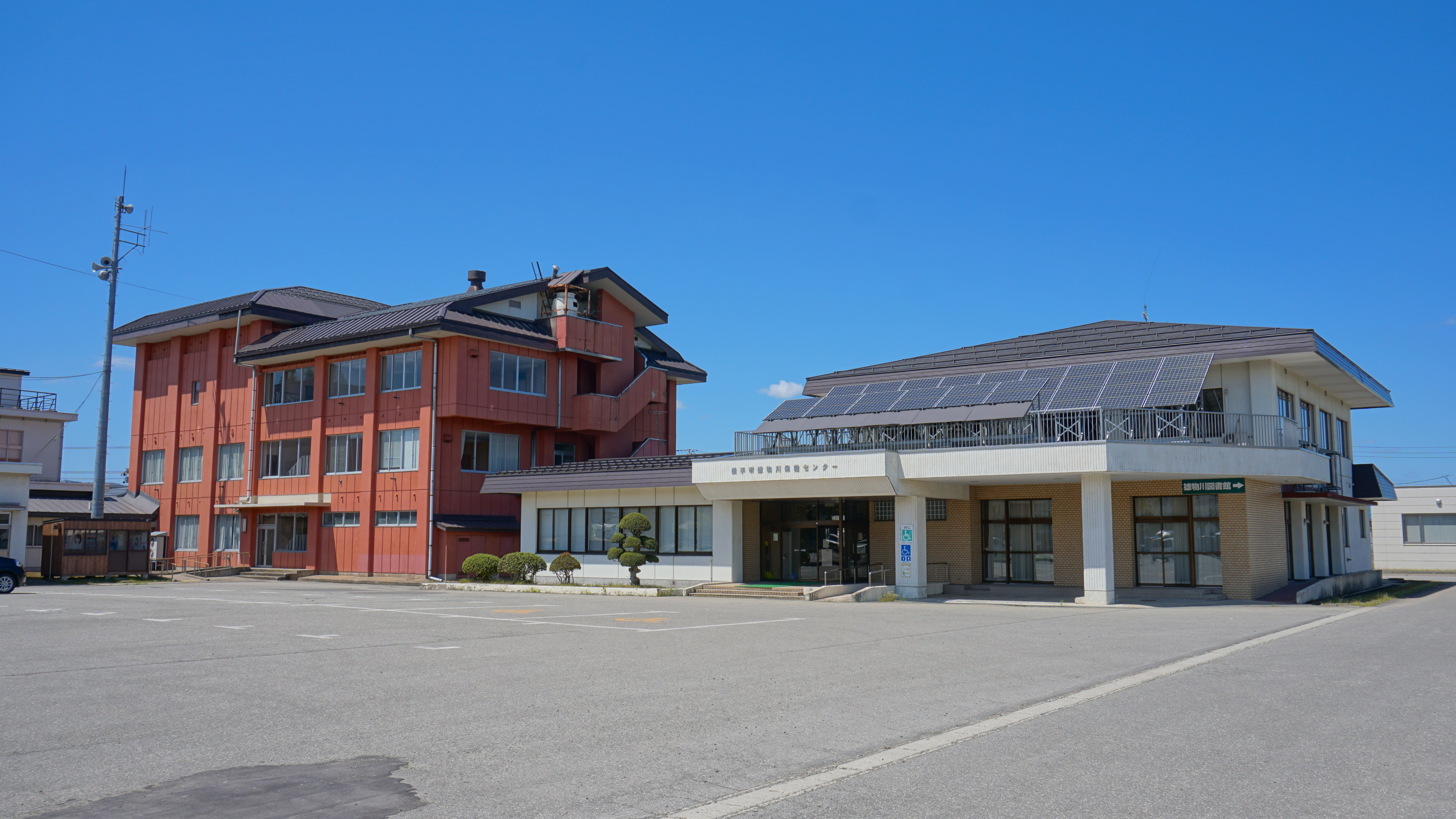
雄物川町役場 第二庁舎（左）

1955年（昭和30年）4月1日、平鹿郡沼館町・里見村・福地村・雄勝郡明治村（一部）の合併により雄物川町が発足した際、役場は一時的に沼館町役場として利用されていた庁舎を使用し、新たな庁舎の建設に向けた用地取得を順次進めることとした。
1960年（昭和35年）、雄物川町今宿字鳴田1番地にて庁舎の建築工事に着工し、同年9月に竣工、同月19日に竣工式が挙行された。庁舎は鉄筋コンクリート構造一部3階建て、延べ床面積1,018m2、総事業費2,144万円であった。当時、庁舎は「堅牢にして優美な容姿」や「町民融和団結の象徴」と評され、町のランドマークとして田んぼの中に佇んでいた。また、この際に里見・福地・館合・大沢に置いていた役場支所を連絡所と改め、本庁機能を新庁舎へと集約した。
1978年（昭和53年）には、行政サービスの拡大に伴う施設狭隘の問題から役場の増築が計画され、既存の庁舎に連絡する形で同年11月に第二庁舎が竣工した。第二庁舎は鉄筋コンクリート構造3階建て、延べ床面積1,289m2、建設費1億8,200万円で建設され、町長室、議場、会議室などを備えている。

#### 大雄村役場
1986年（昭和61年）から1987年（昭和62年）にかけての2カ年事業として建設された。鉄筋コンクリート構造4階建て、延べ床面積2,199m2、総事業費5億4,500万円。

#### 山内村役場
1889年（明治22年）4月1日、町村制の施行により、三ツ又村・南郷村・筏村・黒沢村・小松川村・大松川村・平野沢村・土淵村・大沢村が合併し山内村が発足した際、役場は土淵字岩瀬（旧土淵村）に置かれた。もともと、合併後の山内村役場は大沢村に置かれる予定であったが、地区内の各戸長から異論が唱えられ、最終的に土淵字岩瀬に置かれることになった。
1924年（大正13年）に横黒線（現・北上線）が開通。それに伴い、村の中心は相野々駅周辺へと移り、1928年（昭和3年）に庁舎も岩瀬から二瀬（現在地）へと移転した。1963年（昭和38年）には老朽化により庁舎を建て替え。5月に着工し、11月より新庁舎の供用を開始した。

### 市町村合併と地域局
2005年（平成17年）10月1日、旧横手市と平鹿郡内5町2村（増田町・平鹿町・雄物川町・大森町・十文字町・山内村・大雄村）が合併し、新しく「横手市」が誕生した。合併後は分庁方式を採ったため、従来の横手市役所は他の旧町村役場と同じく分庁舎の扱いとなり、条里地区にある横手平鹿広域交流センターおよび横手平鹿行政センターを本庁南庁舎および本庁北庁舎とし、法令上の本庁舎を北庁舎に置いた。横手平鹿広域交流センターは、県が秋田県総合発展計画に基づき整備し、1984年（昭和59年）10月20日に完成した施設で、生涯学習や交流の場として交流ホール、談話室、研修室や、300人ほどが収容できる講堂を併設する。また横手平鹿行政センターとは、正式名称を「横手平鹿広域市町村圏組合合同庁舎」といい、1993年（平成5年）9月1日に竣工。広域市町村圏組合事務所のほか、横手平鹿広域市町村圏組合消防本部（現・横手市消防本部）が入居していた。
ただし、2011年（平成23年）5月には旧横手市内の6庁舎（秋田県平鹿地域振興局を含む）に本庁機能を集約させるべく引っ越し作業が行われた。また、2014年（平成26年）3月31日には市の組織機構が再編され、市長室等を従前の横手庁舎に移転し、横手市役所本庁舎と改名。従前の本庁北庁舎・南庁舎がそれぞれ条里北庁舎・南庁舎と改名した。
合併前の旧町村の役場は、合併後も「地域局」として運用がされていたが、建物の老朽化や空床の問題が顕著となっていたため、2014年（平成26年）の山内地域局を皮切りに、施設の建て替え・複合化が進められた。山内地域局は、公民館（現・地区交流センター）、消防署の機能を併せ持つ複合公共施設として生まれ変わった。2016年（平成28年）には増田地域局が図書館機能を統合し複合施設へ、2017年（平成29年）には平鹿地域局（地域局・図書館・消防署の複合施設へ）が、2020年（令和2年）には雄物川地域局（単独）と十文字地域局（地域局・地区交流センター・コミュニティセンターの多目的複合施設へ）が建て替えを行っている。

## 庁舎
（組織などは2025年5月時点）
- 本庁舎（013-8601 横手市中央町8番2号）
  - 総務課、秘書広報課、人事課、経営企画課、地域創造戦略室、財政課、税務課、収納課、契約検査課、財産経営課（財産活用係）、社会福祉課、子育て支援課、まるごと福祉課、地域包括支援センター（東部包括支援係）、国保市民課、生活環境課、会計課、議会事務局、選挙管理委員会事務局
- 条里南庁舎（013-8601 横手市条里一丁目1番64号）
  - 教育総務課、学校教育課、教育指導課、スポーツ振興課、伝統文化課、横手地域課
- 条里北庁舎（013-8601 横手市条里一丁目1番1号）
  - 危機対策課、情報政策課、監査委員事務局、消防本部、消防署
- 水道庁舎（013-0022 横手市四日町3番23号）
  - 経営管理課、水道課、下水道課、水道お客様センター
  - 秋田県教育庁南教育事務所

- 本庁舎・かまくら館
- 条里南庁舎
- 条里北庁舎
- 水道庁舎

### 地域局
地方自治法の第155条第1項の規定に基づき、合併前の旧市町村単位で「地域局」を設置している。横手地域局については、条里南庁舎に設置されている。
- 増田地域局（019-0792 横手市増田町増田字土肥館173番地）
  - 増田地域課、増田市民サービス課
- 平鹿地域局（013-0105 横手市平鹿町浅舞字覚町後138番地）
  - 平鹿地域課、平鹿市民サービス課
- 雄物川地域局（013-0205 横手市雄物川町今宿字鳴田1番地）
  - 雄物川地域課、雄物川市民サービス課
- 大森地域局（013-0514 横手市大森町字大中島268番地）
  - 大森地域課、大森市民サービス課
- 十文字地域局（019-0529 横手市十文字町字海道下12番地5）
  - 十文字地域課、十文字市民サービス課、地域包括支援センター（南部包括支援係）
- 山内地域局（019-1108 横手市山内土渕字二瀬8番地4）
  - 山内地域課、山内市民サービス課
- 大雄地域局（013-0461 横手市大雄字三村東18番地）
  - 大雄地域課、大雄市民サービス課

- 増田地域局
- 平鹿地域局
- 大森地域局
- 雄物川地域局
- 山内地域局
- 大雄地域局

### その他
- 横手保健センター（013-0044 横手市横山町1番1号）
  - 健康推進課、生活環境課（衛生施設係）
- よこてイースト（013-0036 横手市駅前町1番10号）
  - 地域づくり支援課、横手の未来ともにつくる課
- 横手市ふれあいセンターかまくら館（013-0023 横手市中央町8番12号）
  - 財産経営課（地籍調査係）、商工労働課、企業誘致課、観光おもてなし課、横手の魅力営業課
- サンサン横手（013-0060 横手市条里二丁目1番15号）
  - 農業委員会事務局
- 大森町高齢者等保健福祉センター（013-0525 横手市大森町字菅生田245番地206）
  - 地域包括支援センター（西部包括支援係）
- 横手市園芸振興拠点センター（013-0354 横手市大雄字狐塚253番地）
  - 食農推進課
- 秋田県平鹿地域振興局（013-8502 横手市旭川一丁目3番41号）
  - 農業振興課、農林整備課、建設課、都市計画課、建築住宅課